# Serra de les Quadres
La Serra de les Quadres és una serra situada als municipis de Bellcaire d'Urgell, Bellmunt d'Urgell, Cubells i Montgai (Noguera), amb una elevació màxima de 378 metres.